# Cotinga à bec jaune
Carpodectes antoniae
Espèce
Statut de conservation UICN

 EN  : En danger
Le Cotinga à bec jaune (Carpodectes antoniae) est une espèce d'oiseaux passereaux de la famille des Cotingidae.
Cet oiseau fréquente la côte pacifique du Costa Rica et du Panama.

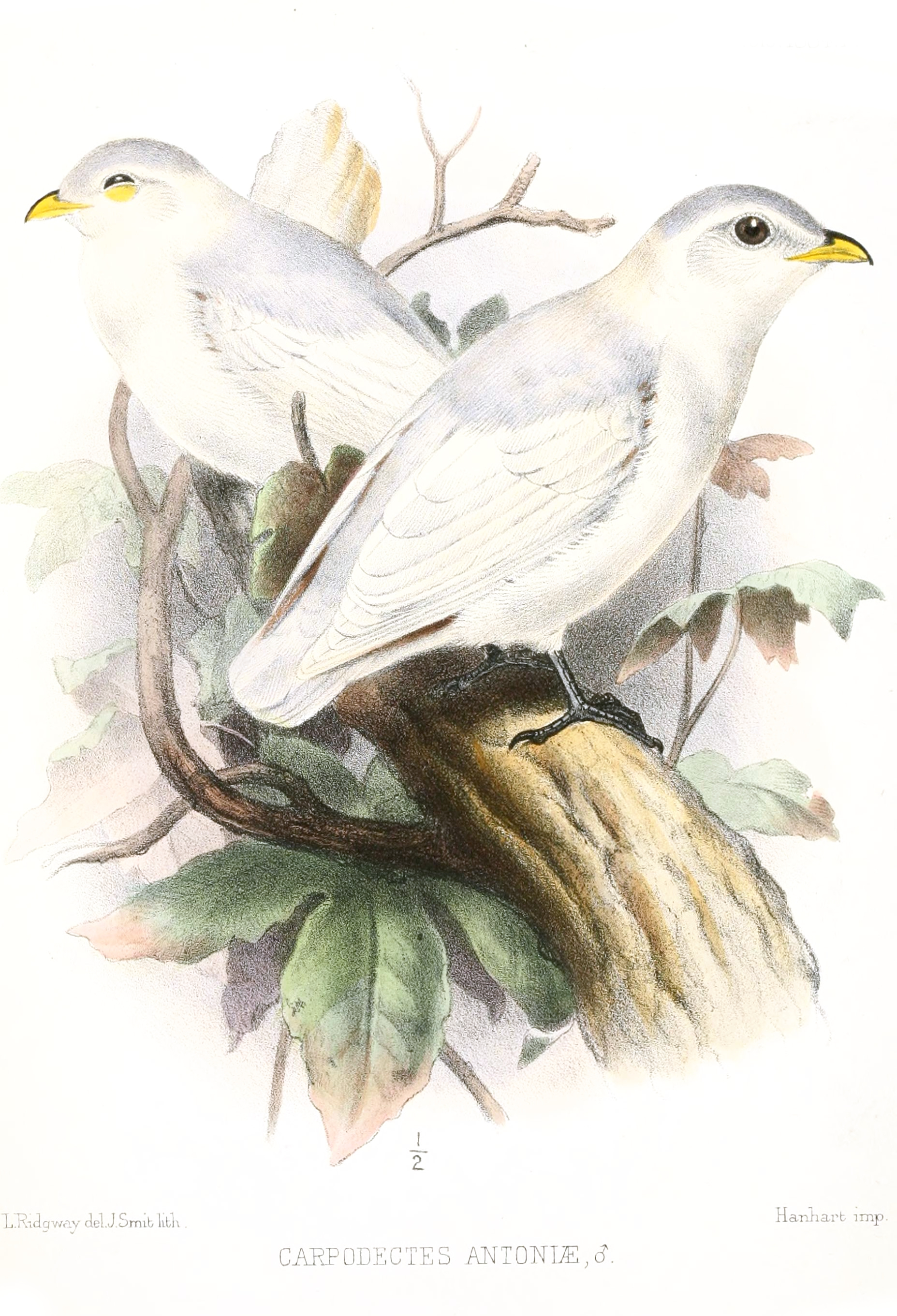